# تنگ خشک (باغ‌ملک)
تنگ خشک (باغ‌ملک)، روستایی از توابع بخش مرکزی شهرستان باغ‌ملک در استان خوزستان ایران است.

## جمعیت
این روستا در دهستان منگنان قرار دارد و براساس سرشماری مرکز آمار ایران در سال ۱۳۸۵، جمعیت آن ۶۴۰نفر (۱۲۰خانوار) بوده‌است. مردم این روستا از ایل تامرادی می‌باشند. ایل تامرادی بزرگترین ایل در منطقهٔ بویر احمد است. از ویژگیهای بارز این روستا این است که حدود ۵۸ درصد ساکنین این روستا باسواد هستند.